# Milton Cruz
Milton Cruz (1 d'agost de 1957) és un futbolista brasiler.

## Selecció del Brasil
Va formar part de l'equip olímpic brasiler als Jocs Olímpics d'estiu de 1984.